# Jåulojauratje
Jåulojauratje är en sjö i Sorsele kommun i Lappland och ingår i Umeälvens huvudavrinningsområde. Jåulojauratje ligger i Vindelfjällen Natura 2000-område.